# Cabeça-de-martelo
O cabeça-de-martelo (Scopus umbretta), também conhecido como ave-martelo ou pássaro-martelo, é uma ave pelecaniforme (tradicionalmente classificada nos ciconiiformes) africana, única representante da família Scopidae.
Possui plumagem marrom, cabeça com topete nucal e bico longo e forte. Habita rios e pântanos, onde se alimenta de anfíbios, peixes e insetos. Também é conhecida pelos nomes de cacho-martelo, kacu-martelo, nangueanquine, nantapalova.

## Distribuição
Esta espécie distribui-se essencialmente pela África subsariana, ocorrendo também em Madagáscar e no sul da Península Arábica.